# 青野聰
青野 聰（あおの そう、1943年7月27日 - ）は、日本の小説家、元多摩美術大学教授。

## 来歴
東京都世田谷区梅ヶ丘出身。文藝評論家青野季吉と松井松栄の三男として生まれる。季吉は妻みづほがいた。2歳で母を喪い、継母に育てられる。
世田谷区立世田谷小学校、世田谷区立桜木中学校を経て、1959年、早稲田大学高等学院に入学、小説を乱読、アメフト部に所属。
1960年青野家に入籍。1966年、早稲田大学第一文学部演劇専修科中退。ヨーロッパや北アフリカ諸国を放浪した後、1971年、「早稲田文学」誌上にてデビュー。
『母と子の契約』（『文藝』1978年11月号掲載）が1979年1月発表の第80回芥川龍之介賞の候補となり、新世代の作家として注目される。『愚者の夜』（『文學界』1979年6月号掲載）が同年7月発表の第81回芥川賞を受賞。
1984年『女からの声』で野間文芸新人賞、1988年『人間のいとなみ』で芸術選奨文部大臣賞、1992年『母よ』で読売文学賞受賞。
1991年、湾岸戦争への自衛隊派遣に抗議し、柄谷行人、中上健次、津島佑子、田中康夫らとともに『湾岸戦争に反対する文学者声明』を発表した。
文學界新人賞、三島由紀夫賞、平林たい子文学賞などの選考委員を務めた。1997年より2014年まで多摩美大教授。2008年、紫綬褒章受章。子供は男の子4人。長男、次男はそれぞれ違う母親である。

## 著作
- 『天地報道』烏書房 1972
- 『さまよえる日本人とオレンジ色の海』草思社 1978
- 『母と子の契約』河出書房新社 1979 のち文庫
- 『愚者の夜』文藝春秋 1979 のち文庫
- 『試みのユダヤ・コムプレックス』文藝春秋 1981
- 『歩く風車』河出書房新社 1981
- 『猫っ毛時代・鳥人伝説』新潮社 1982 のち福武文庫
- 『十八歳の滑走路』河出書房新社 1983
- 『地球の尻尾を掴む 文化人類学講義』青木保対談 朝日出版社(Lecture books)　1984
- 『女からの声』講談社 1984 のち文庫
- 『太陽の便り鼻から昇る』河出書房新社 1985 のち福武文庫
- 『カタリ鴉』集英社 1986
- 『翼のない鳥』講談社 1987
- 『人間のいとなみ』福武書店 1987 のち文庫
- 『自己への漂流』岩波書店（作家の方法）1988
- 『七色の逃げ水』講談社 1988
- 『母よ』講談社、1991　のち文芸文庫
- 『遊平の旅』毎日新聞社 1992
- 『友だちの出来事』新潮社 1994
- 『風の交遊録』講談社 1994
- 『人生の日付を求めて』新潮社 1995
- 『偶然のネットワーク』集英社 1996
- 『永遠のジブラルタル』講談社 1999
- 『翼が生える位置』集英社 2000
- 『南の息』講談社 2002
- 『海亀に乗った闘牛師』集英社 2007

### 翻訳
- チャールズ・ブコウスキー『町でいちばんの美女』 新潮社 1994 のち文庫
- チャールズ・ブコウスキー『ありきたりの狂気の物語』新潮社 1995 のち文庫
- オーガステン・バロウズ『ハサミを持って突っ走る』バジリコ 2004